# Caselles (la Vall de Bianya)
El Caselles és una muntanya de 680 metres que es troba al municipi de la Vall de Bianya, a la comarca catalana de la Garrotxa.